# Chronologie des médias
 (mai 2013).
La chronologie des médias est la règle définissant l'ordre et les délais dans lesquels les diverses exploitations d'une œuvre cinématographique peuvent intervenir. Cette réglementation a essentiellement pour but la sauvegarde de l'exploitation en salle des films. Ce n'est en effet qu'après une durée déterminée que les autres formes d'exploitation (vidéo, télévision, plateformes...) sont autorisées.
Au niveau de l'Union européenne, c'est une recommandation de 1987 qui l'évoque pour la première fois, puis la directive dite « télévision sans frontières » du 3 octobre 1989 qui en pose les premiers jalons. Une nouvelle directive du 30 juin 1997 prévoit que la chronologie des médias sera fixée d'un commun accord entre les ayants droit et les diffuseurs.
Seule la France a adopté une réglementation nationale de chronologie des médias. Dans les autres pays, les règles de diffusion sont le plus souvent et plus simplement fixées par des contrats entre les parties-prenantes, film par film. Ce système plus libéral est notamment celui en vigueur aux États-Unis.

## En Allemagne
La chronologie des médias s'applique aux films ayant bénéficié d'aides publiques. Le système permet des dérogations sur demande du producteur si cela ne nuit pas à la profession. Quatre créneaux principaux existent :
- Six mois après la sortie en salles pour la vente sur support physique comme le DVD et la vidéo à la demande à l'unité
- Neuf mois après la sortie en salle pour la télévision à la carte
- Douze mois après la sortie en salles pour les services de vidéo à la demande par abonnement et les chaînes de télévision payante
- Dix-huit mois après la sortie en salles pour les chaînes de télévision gratuites et la vidéo à la demande financée par de la publicité

## En Belgique
La Belgique a copié les dispositions de la chronologie des médias française, mais il ne s'agit que de recommandations et non d'une obligation. En pratique, elle peut ne pas être respectée.

## En Espagne
Jusqu'en 2015, la chronologie des médias était imposée par la loi. Depuis, elle est régie par un accord interprofessionnel. Les fenêtres sont les suivantes :
- Quatre mois après la diffusion en salles : support physique, télévision à la carte, vidéo à la demande à l'acte
- Sept à huit mois après la sortie en salles : télévision payante
- Douze mois après la diffusion sur la télévision payante : télévision gratuite
- Pour la vidéo à la demande par abonnement : délai variable selon les situations

## Aux États-Unis
Avec l'arrêt  de la Cour suprême des États-Unis  United States v. Paramount Pictures de 1948, le studio system avec l'intégration verticale des studios prit fin, ce qui permit la mise en place des mécanismes de chronologie des médias.

## En France

### Historique

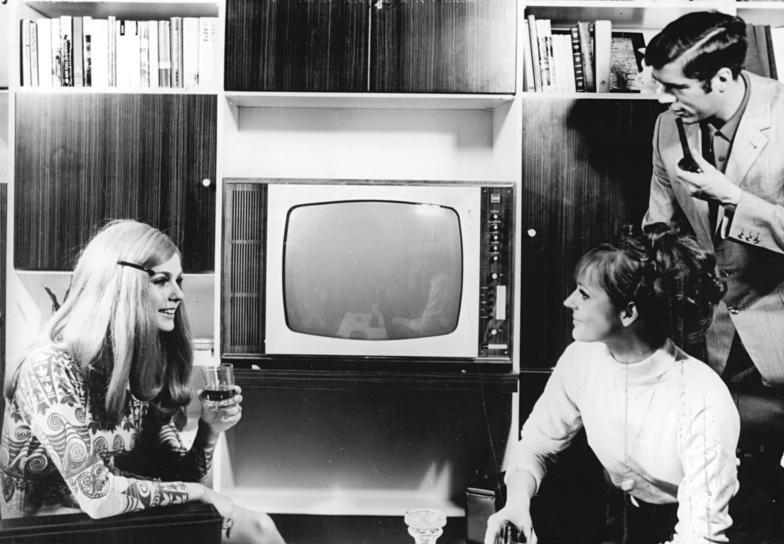
Le téléviseur se popularise dans les années soixante.

C'est avec la télévision que l'idée d'une chronologie des médias émerge. Dans les années soixante, on constate une baisse constante de la fréquentation des salles. Peu à peu, les ménages s'équipent de postes récepteurs et la télévision devient une menace concurrentielle sérieuse pour les salles de cinéma. Il existait déjà au sein même de la distribution en salles un ancêtre de la chronologie des médias, l'exclusivité, régulant la diffusion des rares copies tirées dans différents types de salles de cinéma.
C'est d'abord un usage qui détermine la diffusion sur l'ORTF des films cinématographiques, le délai étant de cinq ans après la sortie en salle. Tant que l'audiovisuel demeure public et jusqu'à l'arrivée de la vidéo chez les particuliers, le législateur n'éprouvera pas le besoin de fixer les choses. C'est en effet à compter des premières exploitations des films sur supports vidéographiques que, le 2 avril 1980, des arrêtés ministériels instaurent pour la première fois un délai pour l'édition vidéographique et la télédiffusion. Une loi du 29 juillet 1982 sur la communication audiovisuelle vient définitivement entériner le principe, et son décret d'application du 4 janvier 1983 détermine des délais obligatoires. Plusieurs modifications de ces dispositions suivront au gré des avancées technologiques et de la diversification des médias (chaîne cryptée, télévision par câble, vidéo à la demande...). Sous l'impulsion de l'Union européenne, la chronologie des médias cessera néanmoins d'être déterminée par la voie législative ou réglementaire, pour être l'objet d'accords interprofessionnels.
Ainsi, selon la loi, « Les contrats conclus par un éditeur de services de télévision en vue de l'acquisition de droits de diffusion d'une œuvre cinématographique prévoient le délai au terme duquel la diffusion de celle-ci peut intervenir. ». Le texte dispose encore que « Lorsqu'il existe un accord entre une ou plusieurs organisations professionnelles de l'industrie cinématographique et un éditeur de services portant sur les délais applicables à un ou plusieurs types d'exploitation télévisuelle des œuvres cinématographiques, les délais de diffusion prévus par cet accord s'imposent à l'éditeur de services. ».
Au besoin, depuis la loi Création et Internet du 12 juin 2009, le ministre chargé de la Culture peut prendre un arrêté d'extension de l'accord qui a pour effet, sous certaines conditions, de le rendre obligatoire pour tous, y compris pour les organisations et acteurs du milieu qui ne l'auraient pas signé.
À noter que les courts et moyens métrages ne sont pas soumis à cette chronologie des médias.

### De 2009 à 2018
Entre le 6 juillet 2009 et le 21 décembre 2018, l'ordre était le suivant :
| Délai pour la première exploitation    | Réduction accordée à titre dérogatoire  | mode d'exploitation |  |
| -------------------------------------- | --------------------------------------- | --- |  |
| Dès l'obtention du visa d'exploitation | -                                       | exploitation en salle |  |
| 4 mois                                 | 4 semaines au plus avant le délai légal | vente et location de supports vidéographiques, vidéo à la demande avec paiement à l'acte                                                |  |
| 10 mois                                | -                                       | télévision payante de cinéma ayant signé un accord avec les organisations du cinéma                                                     |  |
| 12 mois                                | -                                       | télévision payante de cinéma |  |
| 22 mois                                | -                                       | télévision payante (hors cinéma) ou non payante et investissant 3,2 % de son CA (part antenne) dans le financement d'œuvres européennes |  |
| 30 mois                                | -                                       | télévision payante (hors cinéma) ou non                                                                                                 |  |
| 36 mois                                | -                                       | vidéo à la demande par abonnement |  |
| 48 mois                                | -                                       | mise à disposition en vidéo à la demande gratuite                                                                                       |  |

Les délais imposés par la chronologie des médias ont un caractère impératif, c'est-à-dire qu'on ne peut procéder à la communication de l'œuvre cinématographique par le mode d'exploitation visé avant que le délai soit écoulé, sous peine de sanctions. Toutefois, le Centre national de la cinématographie (CNC) peut parfois autoriser, à titre dérogatoire, une exploitation plus avancée lorsqu'un film n'a pas eu de succès commercial. Dans le cas contraire, et pour des raisons marketing, s'agissant de délais minima, les producteurs et exploitants d'un film peuvent aussi décider entre eux d'allonger les délais (comme ce fut le cas par exemple avec Le Fabuleux Destin d'Amélie Poulain de Jean-Pierre Jeunet).

### De 2018 à 2022
La chronologie française des médias court à compter de la sortie en salle. Du 21 décembre 2018 et jusqu'au 24 janvier 2022, l'ordre fut le suivant :
| Délai pour la première exploitation    | Délai pour les films ayant réalisé moins de 100 000 entrées après 4 semaines d'exploitation | mode d'exploitation |
| -------------------------------------- | ------------------------------------------------------------------------------------------- | --- |
| Dès l'obtention du visa d'exploitation | -                                                                                           | exploitation en salle |
| 4 mois                                 | 3 mois                                                                                      | vente et location de supports vidéographiques, vidéo à la demande avec paiement à l'acte |
| 8 mois                                 | 6 mois                                                                                      | première fenêtre payante : télévision payante de cinéma ayant signé un accord avec les organisations du cinéma (Canal+, OCS)                                                                   |
| 17 mois                                | 15 mois                                                                                     | deuxième fenêtre payante : télévision payante de cinéma |
| 17 mois                                | Pas de dérogation                                                                           | vidéo à la demande par abonnement : plates-formes dites « vertueuses* » |
| 22 mois                                | 20 mois                                                                                     | première fenêtre gratuite : télévision en clair investissant au moins 3,2 % de son chiffre d'affaires (part antenne) dans le financement d'œuvres européennes (TF1, France Télévisions, M6...) |
| 30 mois                                | 28 mois                                                                                     | deuxième fenêtre gratuite : télévision en clair n'ayant pas d'engagement d'investissement dans le financement d'œuvres européennes                                                             |
| 30 mois                                | 28 mois                                                                                     | vidéo à la demande par abonnement : plates-formes « non vertueuses* » ayant signé un accord avec les organisations du cinéma                                                                   |
| 36 mois                                | 34 mois                                                                                     | vidéo à la demande par abonnement : plates-formes « non vertueuses* » (Netflix, Disney+, Prime Video)                                                                                          |
| 44 mois                                | 42 mois                                                                                     | mise à disposition en vidéo à la demande gratuite |

* Une plate-forme est considérée comme « vertueuse » si elle respecte une série d'engagements assez stricts en termes de financement de la création française.

### Exception dans le cadre de la crise du covid-19
Dans le cadre de la gestion de la crise sanitaire liée au covid-19, le gouvernement prend la décision de faire fermer le 14 mars 2020 au soir l'ensemble des bars, restaurants et commerces non essentiels, ce qui inclut les cinémas,. Le 24 mars de la même année est publiée au Journal Officiel la loi adoptée la veille instaurant l'état d'urgence sanitaire. L'article 17 de cette loi prévoit que le président du CNC peut, pour les films qui étaient encore exploités en salle au 14 mars, décider de réduire les délais prévus par la chronologie des médias.

### Évolution en 2022
Le 24 janvier 2022, un nouvel accord réformant la chronologie des médias est signé.
Canal+ peut diffuser les films 6 mois après leur sortie en salles, contre 8 mois précédemment. OCS a également signé cet accord lui permettant de diffuser les films 6 mois après leur sortie en salles, se plaçant au même niveau que Canal+. Netflix obtient le droit de diffuser les films 15 mois après leur sortie en salles s'il s'engage à financer le cinéma français. Prime Video et Disney+ diffuseront les films 17 mois après leur sortie en salles. Les chaînes de télévision gratuites doivent attendre 22 mois pour diffuser leurs films. Par rapport à ce dernier point, les plateformes doivent retirer les films diffusés sur les chaînes de télévision gratuites jusqu'au 36ème mois, sauf en cas d'accord film à film entre la plateforme et la chaîne.
La Société des auteurs et compositeurs dramatiques (SACD) refuse de signer cet accord, car elle considère que sa durée de validité, 3 ans, est trop longue pour un secteur en mutation rapide. Disney et Amazon n'ont pas non plus signé cet accord. Pour Disney, le délai de 17 mois d'attente est trop long, et l'obligation de proposer les films au budget supérieur à 25 M€ aux chaînes de télévision gratuites se fait au détriment de sa propre plateforme Disney+.
Le 29 janvier 2025, Disney+ trouve un accord : en acceptant de financer le cinéma français, le délai est réduit de 17 à 9 mois pour la disponibilité sur sa plateforme de SVOD de ses films sortis en salles.

## En Italie
Le respect de la chronologie des médias est nécessaire pour bénéficier d'aides publiques. Trois créneaux d'exploitation sont retenus :
- Trois mois et demi après la sortie en salles : support physique, télévision à la carte, vidéo à la demande à l'unité
- Six mois après la sortie en salles : télévision payante et vidéo à la demande par abonnement
- Douze mois après la diffusion par une chaîne payante : télévision gratuite ou vidéo à la demande financée par la publicité